# 学校法人旭川志峯学院
学校法人旭川志峯学院（がっこうほうじんあさひかわしほうがくいん）は、北海道旭川市に本部を置く学校法人である。

## 概要
「地域に根ざし、地域を拓き、地域に開かれた学園」を建学の理念としている（ただし、移管前の旭川大学設置当時）。
本法人が設置・管理していた旭川大学と旭川大学短期大学部については、先に旭川市が2022年9月9日付けで北海道知事から認可されている公立大学法人旭川市立大学の設立が行われた後に、同公立大学法人に移管された（2023年に旭川大学は旭川市立大学へ、旭川大学短期大学部は旭川市立大学短期大学部へそれぞれ移行）。また、大学（短期大学を含む）の設置者ではなくなることにより、2023年度以降に係る本法人の所轄庁は、文部科学大臣から北海道知事へ変更された。
2つの学校の公立化に伴い、法人名を学校法人旭川志峯学院へ変更することとなった。

### 設置校の公立化への動き
学校法人旭川大学は純然たる私立学校として設立され、2016年時点で無借金経営であり、経営そのものは堅調であったが、少子化により将来的な経営難が見込まれることから、旭川市に公立化を要望することを検討。一方、旭川市は、市が誘致した東海大学芸術工学部（旭川キャンパス）の学生募集が2012年をもって停止されたため、翌2013年から市立大学の設置検討を進めていた。2016年2月、学校法人は旭川市の構想を踏まえ、市に対して旭川大学の公立化を求める要望書を提出、同大学を母体とする公立大学設置構想が具体化した。旭川市からは旭川大学の要望に対し「現法人は経営している学校の数が多いため、旭川大学及び旭川大学短期大学部と高校などそれ以外の学校を法人分離する」「1964年完成の大学・短大校舎は2013年度に実施した耐震診断で改修が必要とされていることから耐震化工事を進める」「定員充足率の低い学部・学科について見直しを行う」「東海大学芸術工学部に代わるものづくり系の学部を旭川大学に新設する」の4条件を満たすことが前提条件となる、との返答がなされた。市と学校法人旭川大学は2021年4月の公立大学法人設立と公立大学移行を想定し、市議会に「旭川大学の市立化等調査特別委員会」が設置された。学校法人は2017年3月、「学校法人分離以外の条件は事前に対応可能だが、公立化が確定していない段階での法人分離は困難」と回答。また同月、学校法人は大学・短大校舎の耐震化工事計画案を特別委に提出、同年6月に着工した。市では公立大学法人を設立・維持することによる財政負担増への懸念がある ことから、2018年1月、西川将人市長の私的諮問機関として「旭川大学の公立化検討に関する有識者懇談会」を設置。以後定期的に開催し、問題点の洗い出し等を進めていく一方で、市民へのアンケート調査等も行い、これらを踏まえ西川市長が2018年11月の市長選までに最終判断する方針を示した。市は2018年7月、ものづくり系の新設学部として「地域創造デザイン学部」の開設を学校法人や市民団体と合意。公立化の可否を見極めるため、外部に調査を委託したが、この結果の集約が遅れたため、西川市長は同年11月の市長選前までに結論を出すことを先送りし、市長選後の2018年末までに判断する考えを示した。市長選において西川市長は再選（4選）され、その後外部調査の結果がまとまり、学生確保は可能で黒字化の見通しという試算が報告された。しかし西川市長は年をまたいで結果を吟味したいとして再び結論を先送りし、2019年1月中に可否を判断する方針を示した。更に同年1月、市議会特別委の最終報告を待ちたいとして三たび判断を先送りしたが、西川市長は方針の決定を市議改選後の5月を目途に行う意向を表明、同年4月の統一地方選挙旭川市議会議員選挙終了後に改選された新たな市議会に諮る考えを示したため、市議会からは「現在の市議会への説明が必要」との批判が出された。同年3月末に特別委が公立大学構想に関する最終報告を出したが、2019年度当初予算案への関連費用計上は難しく、公立大学開学準備は大幅に遅れる見通しとなった。同年4月26日、西川市長は記者会見で旭川大学を市立化する方針を正式に表明し、運営主体となる公立大学法人を設立。早ければ2022年（令和4年）4月、遅ければ2023年（令和5年）4月の開学を目指すと述べた。
2022年8月31日、文部科学省の大学設置・学校法人審議会において、旭川市が先に同年6月22日付けで北海道知事宛てに申請を行っている公立大学法人旭川市立大学の設立が認可されることを前提に、旭川大学と旭川大学短期大学部の設置者に係る同公立大学法人への変更認可を認める答申がなされた。その後、同年9月9日に北海道知事より法人の設立 と文部科学大臣より設置者の変更とがそれぞれ認可された。
2023年4月1日、大学等の設置者変更に伴い、旭川大学は旭川市立大学に、旭川大学短期大学部は旭川市立大学短期大学部にそれぞれ名称が変更された。

## 設置校
- 旭川志峯高等学校（旧名称：旭川大学高等学校）[18]
- 旭川志峯幼稚園（旧名称：旭川大学附属幼稚園）[19]
- 旭川情報ビジネス専門学校（旧名称：旭川大学情報ビジネス専門学校）

### かつての設置校
- 旭川大学 - 2023年、旭川市立大学へ名称変更[3]、ただし移管により本法人の設置校では無くなる。
- 旭川大学短期大学部 - 2023年、旭川市立大学短期大学部へ名称変更[3]、ただし移管により本法人の設置校では無くなる。